# Aston Villa Football Club 1958-1959
Questa voce raccoglie le informazioni riguardanti l'Aston Villa Football Club nelle competizioni ufficiali della stagione 1958-1959.

## Rosa
| N. |                        | Ruolo | Calciatore      |
| -- | ---------------------- | ----- | --------------- |
|    | Scozia (bandiera)      | P     | Bill Beaton     |
|    | Inghilterra (bandiera) | P     | Arthur Sabin    |
|    | Inghilterra (bandiera) | P     | Nigel Sims      |
|    | Inghilterra (bandiera) | D     | Peter Aldis     |
|    | Inghilterra (bandiera) | D     | George Ashfield |
|    | Inghilterra (bandiera) | D     | Dennis Jackson  |
|    | Inghilterra (bandiera) | D     | Les Jones       |
|    | Inghilterra (bandiera) | D     | Gordon Lee      |
|    | Inghilterra (bandiera) | D     | Stan Lynn       |
|    | Irlanda (bandiera)     | D     | Pat Saward      |
|    | Inghilterra (bandiera) | D     | John Sharples   |
|    | Scozia (bandiera)      | D     | Doug Winton     |
|    | Inghilterra (bandiera) | C     | Trevor Birch    |
|    | Galles (bandiera)      | C     | Vic Crowe       |

| N. |                        | Ruolo | Calciatore        |
| -- | ---------------------- | ----- | ----------------- |
|    | Inghilterra (bandiera) | C     | Stan Crowther     |
|    | Inghilterra (bandiera) | C     | Jimmy Dugdale     |
|    | Scozia (bandiera)      | C     | Jackie Hinchliffe |
|    | Galles (bandiera)      | C     | Ken Roberts       |
|    | Inghilterra (bandiera) | A     | Ken Barrett       |
|    | Inghilterra (bandiera) | A     | Johnny Dixon      |
|    | Inghilterra (bandiera) | A     | Wally Hazelden    |
|    | Inghilterra (bandiera) | A     | Gerry Hitchens    |
|    | Inghilterra (bandiera) | A     | Peter McParland   |
|    | Inghilterra (bandiera) | A     | Bill Myerscough   |
|    | Inghilterra (bandiera) | A     | Derek Pace        |
|    | Inghilterra (bandiera) | A     | Jackie Sewell     |
|    | Inghilterra (bandiera) | A     | Les Smith         |
|    | Scozia (bandiera)      | A     | Ron Wylie         |